# Asztúria hercege
Asztúria hercege vagy hercegnője (spanyolul: Príncipe/Princesa de Asturias) a spanyol trónörökös által használt titulus, amelyet a jelenkori spanyol alkotmány is feltüntet. A címet 1388-ban hozták létre, amikor I. János kasztíliai király ezt a méltóságot adta legidősebb fia és örököse, Henrik számára. A cím magába foglalta Asztúria területének kormányzását és jövedelemforrásait is. A cél egy olyan állandó trónörökösi méltóság létrehozása volt, amely már az Aragóniai Királyságban (Girona hercege), az Angol Királyságban (Wales hercege) és a Francia Királyságban (Viennois dauphinje) már használatos volt.
Korábban, 718–866 között már létezett az Asztúria királya cím, ám azt előbb felváltotta a León királya majd a Kasztília királya titulus. A „Katolikus királyok” (Kasztíliai Izabella és Aragóniai Ferdinánd) idején örökösük, János herceg címe már „Asztúria, Girona, Spanyolország és az Újvilág hercege” volt. A Habsburgok trónra kerülésével a cím megváltozott: „E királyságok hercege, a spanyolok és az új világ hercege” lett. A spanyol örökösödési háborúból győztesen kikerült Bourbon-ház állította vissza az „Asztúria hercege” megnevezést, mivel Kasztília döntő segítséget nyújtott számukra a háborúban. Az Asztúria hercege címhez jelenleg a következők társulnak még: Girona és Montblanc hercege, Cervera grófja, Balaguer ura (ezzel az Aragón Korona örököse), valamint a Viana hercege (amivel Navarra örököse).
A jelenlegi méltóságot VI. Fülöp spanyol király legidősebb gyermeke és a trón elsőszámú várományosa, Leonóra hercegnő viseli.

## Asztúria hercegeinek listája
Lásd még: a Spanyolország trónörököseinek listája cikket
      Trastámarák
      Avisok
      Habsburgok
      Bourbonok
      Savoyaiak
|               | Portré      | Herceg/Hercegné (Élettartama)     | Örököse                 | Örököse           | Cím viselés kezdete          | Cím viselés vége                                                                    | Cím viselés vége |
| Uralkodó neve | Portré      | Herceg/Hercegné (Élettartama)     | Vele való kapcsolata    | Év                | Oka                          |                                                                                     | |
| ------------- | ----------- | --------------------------------- | ----------------------- | ----------------- | ---------------------------- | ----------------------------------------------------------------------------------- | --- |
|               |             | Henrik (1379–1406)                | I. János                | Apja              | 1388                         | 1390                                                                                | III. Henrik néven Kasztília trónjára lépett.                                                                                               |
|               |             | Mária (1401–1458)                 | III. Henrik             | Apja              | 1402                         | 1405                                                                                | Fiútestvére születése okán elvesztette címét.                                                                                              |
|               |             | János (1405–1454)                 | III. Henrik             | Apja              | 1405                         | 1406                                                                                | II. János néven Kasztília trónjára lépett.                                                                                                 |
|               |             | Katalin (1422–1424)               | II. János               | Apja              | 1423                         | 1424                                                                                | Még apja életében elhunyt. |
|               |             | Eleonóra (1423–1425)              | II. János               | Apja              | 1424                         | 1425                                                                                | Fiútestvére születése okán elvesztette címét.                                                                                              |
|               |             | Henrik (1425–1474)                | II. János               | Apja              | 1425                         | 1454                                                                                | IV. Henrik néven Kasztília trónjára lépett.                                                                                                |
|               |             | Johanna (1462–1530)               | IV. Henrik              | Apja              | 1462                         | 1464                                                                                | Nagybátya kapta meg címét. |
|               |             | Alfonz (1453–1468)                | IV. Henrik              | Féltestvére       | 1464                         | 1465                                                                                | |
|               |             | Izabella (1451–1504)              | IV. Henrik              | Féltestvére       | 1468                         | 1470                                                                                | |
|               |             | Johanna (1462–1530)               | IV. Henrik              | Apja              | 1470                         | 1474                                                                                | Nagynénje trónra lépésével elvesztette címét.                                                                                              |
|               |             | Izabella (1470–1498)              | I. Izabella             | Anyja             | 1476                         | 1480                                                                                | Fiútestvére születése okán elvesztette címét.                                                                                              |
|               |             | János (1478–1497)                 | I. Izabella             | Anyja             | 1480                         | 1497                                                                                | Még anyja életében elhunyt. |
|               |             | Izabella (1470–1498)              | I. Izabella             | Anyja             | 1498                         | 1498                                                                                | Még anyja életében elhunyt. |
|               |             | Mihály (1498–1500)                | I. Izabella             | Nagyanyja         | 1499                         | 1500                                                                                | Még nagyanyja életében elhunyt. |
|               |             | Johanna (1479–1555)               | I. Izabella             | Anyja             | 1502                         | 1504                                                                                | I. Johanna néven Kasztília trónjára lépett.                                                                                                |
|               |             | Károly (1500–1558)                | I. Johanna              | Anyja             | 1504                         | 1516                                                                                | I. Károly néven Spanyolország trónjára lépett.                                                                                             |
|               |             | Fülöp (1527–1598)                 | I. Károly és I. Johanna | Apja és nagyanyja | 1528                         | 1556                                                                                | II. Fülöp néven Spanyolország trónjára lépett.                                                                                             |
|               |             | Károly (1545–1568)                | II. Fülöp               | Apja              | 1560                         | 1568                                                                                | Még apja életében elhunyt. Mivel mentálisan zavart volt és apja, a király életére tört, elzárva tartották 1568-ban bekövetkezett haláláig. |
|               |             | Ferdinánd (1571–1578)             | II. Fülöp               | Apja              | 1573                         | 1578                                                                                | Még apja életében elhunyt. |
|               |             | Diego (1575–1582)                 | II. Fülöp               | Apja              | 1580                         | 1582                                                                                | Még apja életében elhunyt. |
|               |             | Fülöp (1578–1621)                 | II. Fülöp               | Apja              | 1584                         | 1598                                                                                | III. Fülöp néven Spanyolország trónjára lépett.                                                                                            |
|               |             | Fülöp (1605–1665)                 | III. Fülöp              | Apja              | 1608                         | 1621                                                                                | IV. Fülöp néven Spanyolország trónjára lépett.                                                                                             |
|               |             | Baltazár Károly (1629–1646)       | IV. Fülöp               | Apja              | 1632                         | 1646                                                                                | Még apja életében elhunyt. |
|               |             | Fülöp Proszperó (1657–1661)       | IV. Fülöp               | Apja              | 1558                         | 1561                                                                                | Még apja életében elhunyt. |
|               |             | Károly (1661–1700)                | IV. Fülöp               | Apja              | 1661                         | 1665                                                                                | II. Károly néven Spanyolország trónjára lépett mint a Habsburg-ház utolsó spanyol királya.                                                 |
|               |             | Lajos (1707–1724)                 | V. Fülöp                | Apja              | 1709                         | 1724                                                                                | I. Lajos néven Spanyolország trónjára lépett.                                                                                              |
|               |             | Ferdinánd (1713–1759)             | V. Fülöp                | Apja              | 1724                         | 1746                                                                                | VI. Ferdinánd néven Spanyolország trónjára lépett.                                                                                         |
|               |             | Károly (1747–1819)                | III. Károly             | Apja              | 1760                         | 1788                                                                                | IV. Károly néven Spanyolország trónjára lépett.                                                                                            |
|               |             | Ferdinánd (1784–1833)             | IV. Károly              | Apja              | 1789                         | 1808                                                                                | VII. Ferdinánd néven Spanyolország trónjára lépett.                                                                                        |
|               |             | Izabella (1830–1904)              | VII. Ferdinánd          | Apja              | 1830                         | 1833                                                                                | II. Izabella néven Spanyolország trónjára lépett.                                                                                          |
|               |             | Izabella (1851–1931)              | II. Izabella            | Anyja             | 1851                         | 1857                                                                                | Fiútestvére születése okán elvesztette címét.                                                                                              |
|               |             | Alfonz (1857–1885)                | II. Izabella            | Anyja             | 1857                         | 1868                                                                                | Édesanyja lemondatásával megszűnt hercegnek lenni.                                                                                         |
|               |             | Emánuel Filibert (1869–1931)      | I. Amadé                | Apja              | 1871                         | 1873                                                                                | Apja lemondását követően megszűnt hercegnek lenni.                                                                                         |
|               |             | Izabella (1851–1931)              | XII. Alfonz             | Fiútestvére       | 1875                         | 1880                                                                                | Unokahúga születése okán elvesztette címét.                                                                                                |
|               |             | Mária de las Mercedes (1880–1904) | XII. Alfonz             | Apja              | 1880                         | 1885                                                                                | Apja 1885. novemberi halálával de facto királynő lett posztumusz fivére 1886. májusi születéséig.                                          |
| XIII. Alfonz  | Fiútestvére | Mária de las Mercedes (1880–1904) | 1886                    | 1904              | Még fivére életében elhunyt. |                                                                                     | |
| XIII. Alfonz  |             |                                   | Alfonz (1907–1938)      | Apja              | 1907                         | 1931                                                                                | A Második Spanyol Köztársaság kikiáltásával eltörölték a nemesi címeket.                                                                   |
| XIII. Alfonz  |             |                                   | János (1913–1993)       | Apja              | 1907                         | 1931                                                                                | Apja lemondott a trónról a javára, ám száműzetésében inkább a Barcelona grófja titulust használta.                                         |
|               |             | János Károly (1938–)              | János                   | Apja              | 1941                         | 1977                                                                                | I. János Károly néven Spanyolország trónjára lépett.                                                                                       |
|               |             | Fülöp (1968–)                     | I. János Károly         | Apja              | 1977                         | 2014                                                                                | VI. Fülöp néven Spanyolország trónjára lépett.                                                                                             |
|               |             | Leonóra (2005–)                   | VI. Fülöp               | Apja              | 2014                         | Spanyolország elsőszámú trónörököse, az Asztúria hercegnője cím jelenlegi viselője. | Spanyolország elsőszámú trónörököse, az Asztúria hercegnője cím jelenlegi viselője.                                                        |